# 新徳駅
新徳駅（シンドクえき、朝鮮語: 신덕역）は、朝鮮民主主義人民共和国咸鏡南道端川市にある駅で、クムゴル線に属する。 

## 隣の駅
クムゴル線
クムゴル駅 - 新徳駅 - 大新駅